# Palacio de los Deportes Virgilio Travieso Soto
El Palacio de los Deportes Virgilio Travieso Soto es un estadio polivalente con capacidad para 8,337 asientos en Santo Domingo, República Dominicana, construido en 1974 para los XII Juegos Centroamericanos y del Caribe. Actualmente alberga eventos deportivos y conciertos locales y fue sede de los juegos de baloncesto durante los Juegos Panamericanos de 2003. Es conocida como "La Media Naranja" por su característico techo naranja.  La arena también se utiliza en el concurso de Miss República Dominicana, además de conciertos con una capacidad de 7,300 espectadores. También acogió partidos del Campeonato Mundial de Balonmano Femenino Juvenil 2010. Fue sede del Campeonato FIBA Américas de 2005.

## Historia
El recinto fue creado en 1974 para los Juegos Centroamericanos y del Caribe de dicho año. En 2003 fue sede de la competición de baloncesto en los Juegos Panamericanos. En 2010 fue sede del Centrobasket 2010 y del Campeonato Mundial de Balonmano Femenino Juvenil de 2010. Además ha sido sede del Centrobasket 1975, 1987, 1995 y 2003. También ha sido sede del certamen de belleza Miss República Dominicana en 1989, 1992, 1999, 2004, 2005 y 2006.
En junio de 2014 se anunció que los Leones de Santo Domingo y los Titanes del Distrito Nacional se trasladaban al recinto para jugar sus partidos como locales. En julio de 2016, los Leones se trasladaron al Polideportivo San Carlos para jugar sus partidos como locales allí.